# Julie Carlsen
Julie Carlsen (20 april 1968) is een Deense actrice.

## Biografie
Carlsen studeerde in 1986 af aan de gymnasium in Helsingør. Zij studeerde in 1991 af in theaterwetenschap aan de Aarhus Theatre in Aarhus. Hierna acteerde zij nog in meerdere theaters, zoals het Royal Danish Theatre in Kopenhagen. Carlsen is gescheiden en heeft twee kinderen.
Carlsen begon in 1994 met acteren in de televisieserie Enten eller - Du bestemmer, waarna zij nog meerdere rollen speelde in televisieseries en films.

## Filmografie

### Films
Uitgezonderd korte films.
- 2023 For evigt - als docente
- 2022 Elsker dig for tiden - als Dorthe
- 2022 Ustyrlig - als directrice daklozenopvang
- 2019 Undtagelsen - als Nina
- 2017 Darling - als dokter
- 2017 Aminas breve - als verpleegkundige
- 2014 Kapgang - als Helene
- 2013 I lossens time - als Jette
- 2004 Tæl til 100 - als Anne
- 2003 Bagland - als Jette
- 1998 Tusindfryd - als moeder van Mikkel
- 1998 Lysets hjerte - als Pige i Telt

### Televisieseries
Uitgezonderd eenmalige gastrollen.
- 2023 Pigerne fra Englandsbåden - als Liselotte - 8 afl.
- 2011-2018 The Bridge - als Barbara - 11 afl.
- 2009 Pagten - als Marianne - 24 afl.
- 2009 Forbrydelsen - als Gitta Spalding - 2 afl.
- 2008 2900 Happiness - als Katja Eskildshøj - 6 afl.
- 2008 Album - als Kirsten Lund Jensen - 5 afl.
- 1999-2000 Morten Korch - Ved stillebækken - als
- 1996-1997 Bryggeren - als Den Mørkhårede Pige - 4 afl.